# 大阪ガス都市開発プライベートリート投資法人
大阪ガス都市開発プライベートリート投資法人（おおさかガスとしかいはつプライベートリートとうしほうじん）は、大阪市中央区にある投資法人（私募リート）。

## 概要
賃貸住宅を中心とした総合型の私募リートである。スポンサーは 大阪ガス株式会社及び同社100%子会社の大阪ガス都市開発株式会社で、資産運用会社は大阪ガス都市開発アセットマネジメント株式会社（大阪ガス都市開発株式会社100%出資）。
スポンサーである大阪ガス都市開発によるマンションブランド「アーバネックス」の賃貸住宅を中心に組み入れる。ポートフォリオ構築方針は、エリア別では近畿圏50%以上、首都圏50%以下、全国主要都市10%以下で、用途別では住宅（居住用施設）70%以上、その他（オフィス・商業施設等）30%以下としている。
2023年（令和5年）6月1日に設立され、9月1日に資産規模約180億円で運用開始を開始した。資産規模は中期的に400億円、長期的には更なる規模拡大を目指すとしている。
運用開始時資産の約60％でグリーンビルディング認証を取得し、三井住友銀行による組成のグリーンローンによる調達を実施している。

## 沿革
設立前の経緯
大阪ガスと大阪ガス都市開発は、2022年（令和4年）7月に私募REITの設立を予定していること、大阪ガス都市開発アセットマネジメントを設立したこと、不動産私募ファンド「合同会社Daigas不動産ファンド第1号」を設立したことを発表した。
2023年度Daigasグループ経営計画にて、都市開発事業の事業領域の拡大として私募リートが位置づけられた。
2023年（令和5年）6月、投資法人の設立と2023年秋に運用開始予定であることを発表した
設立以降
- 2023年（令和5年）6月1日 - 設立[1]
- 2023年（令和5年）6月29日 - 内閣総理大臣による登録の実施（登録番号：近畿財務局長 第7号）[13]
- 2023年（令和5年）9月1日 - 運用開始（資産規模約180億円）[1]

## ポートフォリオ
資産規模（取得価格ベース）は、運用開始時に12物件、約180億円。「アーバネックス神戸六甲」などを組み入れている。
2024年8月現在は18物件（住居17、商業施設1）、取得価格総額262億円である。

## 投資主
運用開始時に、日本政策投資銀行等が出資した。